# Worthington (Iowa)
Worthington es una ciudad ubicada en el condado de Dubuque en el estado estadounidense de Iowa. En el Censo de 2010 tenía una población de 401 habitantes y una densidad poblacional de 402,15 personas por km².

## Geografía
Worthington se encuentra ubicada en las coordenadas 42°23′52″N 91°7′14″O / 42.39778, -91.12056. Según la Oficina del Censo de los Estados Unidos, Worthington tiene una superficie total de 1 km², de la cual 1 km² corresponden a tierra firme y (0%) 0 km² es agua.

## Demografía
Según el censo de 2010, había 401 personas residiendo en Worthington. La densidad de población era de 402,15 hab./km². De los 401 habitantes, Worthington estaba compuesto por el 98.5% blancos, el 0.25% eran afroamericanos, el 0% eran amerindios, el 0% eran asiáticos, el 0% eran isleños del Pacífico, el 1.25% eran de otras razas y el 0% pertenecían a dos o más razas. Del total de la población el 1.5% eran hispanos o latinos de cualquier raza.